# Nectandra pseudocotea
Nectandra pseudocotea là một loài thực vật thuộc họ Lauraceae. Đây là loài đặc hữu của Peru. Chúng hiện đang bị đe dọa vì mất môi trường sống.